# Награда „Йосиф Хербст“
Наградата за журналистика „Йосиф Хербст“ е учредена в чест на журналиста и публицист Йосиф Хербст, проявявал обективност и професионализъм, с принос към развитието на българската журналистика, председател на първото организирано журналистическо сдружение в България – „Дружество на столичните журналисти“, дало начало на Съюза на българските журналисти.

## Цел и учредяване
Да отличи журналисти, които са показали изключителни професионални постижения и са допринесли за развитието на журналистиката в България. Наградата е символ на признание за високите стандарти и етика в журналистическата професия.
Наградата „Йосиф Хербст“ е статуетка, изготвена от Иван Продев. Представлява пластичен символ, изобразянащ „художествени внушения, свързани с журналистическата професия – за цялостно творчество“.

## Категории на годишните награди на СБЖ
- За цялостен принос: Връчва се на журналисти с дългогодишен принос към професията. Именно това годишно отличие на Съюза на българските журналисти носи наименованието награда „Йосиф Хербст“.[3]

През годините се връчват годишни награди на СБЖ в различни направления. Управителният съвет на СБЖ събира номинации за наградите, изпращани от журналистическите дружества до Комисията по професионално-творческите въпроси. Награждаването се извършва и във връзка с Деня на народните будители, като церемонията се отразява с фотогалерия на сайта на СБЖ.
- Други заслуги
  - Разследваща журналистика
  - Млад журналист: За млади журналисти, които показват обещаващ потенциал.
  - Фотожурналистика
  - Кореспондент на централна медия в страната
  - Радиожурналистика
  - Телевизионна журналистика
  - Операторско майсторство
  - Електронен сайт
  - Печатни медии[6]

## Списък на наградените
Списъкът подлежи на редактиране и допълване
| Година на връчване | Носител |
| ------------------ | --- |
| 2024               | Пенчо Чернаев |
| 2023               | Факултет по журналистика и масова комуникации в СУ „Св. Климент Охридски“ по повод 70 години от основаването на специалността журналистика в Софийския университет |
| 2022               | Николай Конакчиев |
| 2021               | Димитър Шумналиев |
| 2020               | Даниела Кънева |
| 2019               | Дамян Обрешков |
| 2018               | Кеворк Кеворкян |
| 2017               | Кирил Янев |
| 2016               | Колю Колев |
| 2015               | Милен Гетов |
| 2014               | Велислава Дърева |
| 2013               | не се връчва |
| 2010               | Захари Главчовски |
| 2009               | проф. Веселин Димитров (посмъртно) |
| 2008               | не се връчва |
| 2007               | не се връчва |
| 2006               | Георги Райчевски |
| 2005               | Тодор Коруев |
| 2004               | проф. Филип Панайотов |
| 2003               | Костадин Батков (посмъртно) |
| 1985               | Мира Тодорова, единствен носител на наградата на БТА |

## Отличия
Самата награда „Йосиф Хербст“ също е носител на отличия, като „Златно перо“ за цялостен принос в българската журналистика.